# تيرنر آشبي
تورنر أشبي (بالإنجليزية: Turner Ashby)‏ هو ضابط أمريكي، ولد في 23 أكتوبر 1828 في مقاطعة فاوكواير في الولايات المتحدة، وتوفي في 6 يونيو 1862 في هاريسونبورغ في الولايات المتحدة.